# Okręg wyborczy Farnham
Okręg wyborczy Farnham – powstał w 1918 r. i wysyłał do brytyjskiej Izby Gmin jednego deputowanego. Okręg obejmował miasto Farnham w hrabstwie Surrey. Został zlikwidowany w 1983 r.

## Deputowani do brytyjskiej Izby Gmin z okręgu Farnham
- 1918–1937: Arthur Samuel, Partia Konserwatywna
- 1937–1966: Godfrey Nicholson, Partia Konserwatywna
- 1966–1983: Maurice Macmillan, Partia Konserwatywna